# Nowa Sarzyna
Nowa Sarzyna (pronunciación polaca: [ˈnɔva saˈʐɨna]) es una ciudad polaca, capital del municipio homónimo en el distrito de Leżajsk del voivodato de Subcarpacia. En 2006 tenía una población de 6308 habitantes.
Hasta el siglo XX era un área rural casi despoblada dependiente del pueblo de Sarzyna, en la cual los únicos hechos relevantes que se recogen en documentos históricos son combates en invasiones tártaras de los siglos XVI y XVII. En la década de 1930, la Segunda República Polaca decidió planificar aquí una ciudad industrial para albergar a los trabajadores de una planta química. Desde entonces, la planta sigue funcionando con el nombre de Zakłady Chemiczne "Organika-Sarzyna" S.A., en torno a la cual se ha basado siempre la economía local. Adquirió estatus de ciudad en 1973.
Se ubica unos 10 km al noroeste de la capital distrital Leżajsk, sobre la carretera 77 que lleva a Sandomierz.